# Susanne Viernickel
Susanne Viernickel (* 1960) ist eine deutsche Pädagogin und Hochschullehrerin an der Universität Leipzig.

## Leben und Wirken
Viernickel studierte ab 1980 Erziehungswissenschaft mit dem Schwerpunkt Kleinkindpädagogik und Sozialpädagogik sowie Psychologie und Soziologie an der Freien Universität Berlin. Dort legte sie 1988 ihr Diplom ab und war anschließend bis 1990 als wissenschaftliche Mitarbeiterin im Arbeitsbereich Kleinkindpädagogik und dem Projekt Konflikt und Kooperation bei ein- bis vierjährigen Kindern unter Leitung von Kuno Beller tätig. Nach dem Abschluss des Graduiertenstudiengangs „Qualitative Sozialforschung“ an der FU Berlin 1991 und einem Aufenthalt als Gastwissenschaftlerin am National Institute of Child Health and Human Development in Bethesda, Maryland, wurde Viernickel 1996 wissenschaftliche Mitarbeiterin am Berliner Lehrstuhl von Wolfgang Tietze und arbeitete an dessen Projekt Qualität in Kindertageseinrichtungen und kindliche Entwicklung mit. 1998 wurde sie in Berlin mit der Schrift „Geteilte Bedeutungen in Peer-Interaktionen von Kindern im zweiten Lebensjahr“ zur Dr. phil. promoviert und arbeitete anschließend dort als Hochschulassistentin im Bereich Kleinkindpädagogik.
Es folgte 2005 eine Lehrstuhlvertretung an der Universität Gießen. Von 2005 bis 2007 hatte Viernickel eine Professur für „Bildungsmanagement/Schwerpunkt Frühe Kindheit“ am Standort Remagen der Hochschule Koblenz inne. 2007 wechselte sie auf den Lehrstuhl für Pädagogik der Frühen Kindheit an der Alice Salomon Hochschule Berlin. Von 2011 bis 2014 war sie Prorektorin für Studium und Lehre dieser Hochschule. Seit 2017 ist Viernickel Inhaberin des ordentlichen Lehrstuhls für Pädagogik der Frühen Kindheit an der Universität Leipzig.
Viernickels Forschungsschwerpunkte liegen vor allem im Bereich Frühkindliche Bildungsprozesse, Beobachtungsverfahren, Qualität und Qualitätsentwicklung in frühpädagogischen Institutionen und Professionsentwicklung sowie den Anforderungen an die pädagogische Arbeit von Erzieherinnen und der Bedeutung von Bildung im Elementarbereich.

## Schriften (Auswahl)
- Geteilte Bedeutungen in Peer-Interaktionen von Kindern im zweiten Lebensjahr. Universitätsverlag, Berlin 1998 (Dissertation).
- Spiel, Streit, Gemeinsamkeit: Einblicke in die soziale Kinderwelt der unter Zweijährigen. Empirische Pädagogik e.V., Landau 2000, ISBN 978-3-933967-31-2.
- Qualitätskriterien und -standards im Bereich der frühkindlichen Bildung und Betreuung. Ibus, Remagen 2006, ISBN 978-3-938724-14-9.
- Spezielle Aspekte des Qualitätsmanagements im Bereich der frühkindlichen Bildung und Betreuung: Pädagogische Qualität und Bildungsqualität. Ibus, Remagen 2007, ISBN 978-3-938724-30-9.
- mit Käthe-Maria Schuster-Lang und Dörte Weltzien: Bildungsmanagement: Methoden und Instrumente der Umsetzung pädagogischer Konzepte. 2. Auflage. Ibus, Remagen 2008, ISBN 978-3-938724-11-8.
- mit Stefanie Schwarz: Schlüssel zu guter Bildung, Erziehung und Betreuung – wissenschaftliche Parameter zur Bestimmung der pädagogischen Fachkraft-Kind-Relation in Kindertagesstätten. Alice Salomon Hochschule, Berlin 2010.
- Gesundheit am Arbeitsplatz Kita: Ressourcen stärken, Belastungen mindern. Unfallkasse Nordrhein-Westfalen, Düsseldorf 2014.
- mit Anja Voss: Gute gesunde Kita: Bildung und Gesundheit in Kindertageseinrichtungen. verlag das netz, Weimar 2016, ISBN 978-3-86892-120-5.
- mit Petra Völkel: Beobachten und Dokumentieren im pädagogischen Alltag. Herder, Freiburg im Breisgau 2017, ISBN 978-3-451-81023-7.
- mit Elvira Mauz und Anja Voss: Arbeitsplatz Kita: Belastungen erkennen, Gesundheit fördern. Beltz Juventa, Weinheim, Basel 2017, ISBN 978-3-7799-3313-7.